# Piper virginicum
Piper virginicum är en pepparväxtart som beskrevs av Trel. & Standley. Piper virginicum ingår i släktet Piper och familjen pepparväxter. Inga underarter finns listade i Catalogue of Life.